# English Football League Cup 2025-2026
La English Football League Cup 2025-2026, conosciuta anche con il nome di Carabao Cup per motivi di sponsorizzazione, è la 66ª edizione del terzo torneo calcistico più importante del calcio inglese, la 60ª in finale unica. La manifestazione è iniziata il 29 luglio 2025 e si concluderà il 22 marzo 2026 a Wembley.

## Formula
La EFL Cup è aperta alle 20 squadre di Premier League e a tutte le 72 squadre della English Football League; il torneo è suddiviso in otto turni, così da avere 32 squadre al termine del terzo turno. Le squadre che partecipano alle competizioni europee vengono sorteggiate solamente dal terzo turno, mentre le restanti squadre di Premier League entrano al secondo turno.
In questa stagione, ci sarà un turno preliminare che si terrà prima del primo turno, visto l'elevato numero di squadre partecipanti in alle competizioni europee. Questo turno vedrà contrapposte le due neopromosse dalla National League 2024-2025, Barnet e Oldham Athletic, e la 21ª e la 22ª classificata della Football League Two 2024-2025, Accrington Stanley e Newport County.
Ogni turno della EFL Cup è composto da scontri ad eliminazione diretta, ad esclusione delle semifinali che si compongono di due match dove la squadra con il miglior risultato combinato accede in finale. Se uno scontro termina in parità, escludendo la finale, vengono disputati i calci di rigore senza effettuare i tempi supplementari.
La squadra che viene sorteggiata per prima ottiene il vantaggio del campo, mentre la finale viene disputata in campo neutro.
La vincitrice del torneo accede in UEFA Europa Conference League; se però la vincente risulta successivamente qualificata in UEFA Champions League o UEFA Europa League, il posto sarà assegnato alla squadra di Premier League meglio classificata al di fuori dei piazzamenti per le coppe europee.
|                               | Squadre che entrano in questo turno | Squadre qualificate dal turno precedente     |
| ----------------------------- | --- | -------------------------------------------- |
| Turno preliminare (4 squadre) | - 4 squadre dalla Football League Two (le due peggio classificate non retrocesse della stagione precedente e le due neopromosse dalla National League) |                                              |
| Primo turno (70 squadre)      | - 20 squadre dalla Football League Two - 24 squadre dalla Football League One - 24 squadre dalla Football League Championship                          | - 2 squadre vincitrici del turno preliminare |
| Secondo turno (46 squadre)    | - 11 squadre dalla Premier League (non partecipanti alle competizioni europee)                                                                         | - 35 squadre vincitrici del primo turno      |
| Terzo turno (32 squadre)      | - 9 squadre dalla Premier League (partecipanti alle competizioni europee)                                                                              | - 23 squadre vincitrici del secondo turno    |
| Quarto turno (16 squadre)     | | - 16 squadre vincitrici del terzo turno      |
| Quarti di finale (8 squadre)  | | - 8 squadre vincitrici del quarto turno      |
| Semifinali (4 squadre)        | | - 4 squadre vincitrici dei quarti di finale  |
| Finale (2 squadre)            | | - 2 squadre vincitrici delle semifinali      |

## Turno preliminare
Il sorteggio del turno preliminare è stato effettuato il 26 giugno 2025.
Al turno preliminare prendono parte 4 squadre: le due neopromosse della National League 2024-2025 e le ultime due classificate della League Two. Il sorteggio per questo turno è stato suddiviso su base geografica nelle sezioni "nord" e "sud".
Il numero tra parentesi indica il livello del campionato di appartenenza.

### Northern section
| Squadra 1              | Risultato | Squadra 2           |
| ---------------------- | --------- | ------------------- |
| 5 agosto 2025          |           |                     |
| Accrington Stanley (4) | 3 - 1     | Oldham Athletic (4) |

### Southern section
| Squadra 1      | Risultato       | Squadra 2          |
| -------------- | --------------- | ------------------ |
| 29 luglio 2025 |                 |                    |
| Barnet (4)     | 2 - 2 (2-4 dtr) | Newport County (4) |

## Primo turno
Il sorteggio del primo turno è stato effettuato il 26 giugno 2024.
Al primo turno prendono parte 70 delle 72 squadre del sistema della Football League (2 club vincitori del turno preliminare, 20 club della Football League Two, tutti i 24 club della Football League One e tutti i 24 club della Football League Championship) suddivise su base geografica nelle sezioni "nord" e "sud".
Il numero tra parentesi indica il livello del campionato di appartenenza.

### Northern section
| Squadra 1              | Risultato       | Squadra 2            |
| ---------------------- | --------------- | -------------------- |
| 12 agosto 2025         |                 |                      |
| Barrow (4)             | 0 - 1           | Preston N.E. (2)     |
| Middlesbrough (2)      | 0 - 4           | Doncaster (3)        |
| Stockport County (3)   | 3 - 1           | Crewe Alexandra (4)  |
| Accrington Stanley (4) | 2 - 1           | Peterborough Utd (3) |
| Blackburn Rovers (2)   | 1 - 2           | Bradford City (3)    |
| Blackpool (2)          | 0 - 1           | Port Vale (3)        |
| Chesterfield (4)       | 0 - 2           | Mansfield Town (3)   |
| Grimsby Town (4)       | 3 - 1           | Shrewsbury Town (4)  |
| Harrogate Town (4)     | 1 - 3           | Lincoln City (3)     |
| Salford City (4)       | 0 - 0 (2-3 dtr) | Rotherham Utd (3)    |
| Stoke City (2)         | 0 - 0 (4-3 dtr) | Walsall (4)          |
| West Bromwich (2)      | 1 - 1 (2-3 dtr) | Derby County (2)     |
| Wigan (3)              | 1 - 0           | Notts County (4)     |
| Wrexham (2)            | 3 - 3 (5-3 dtr) | Hull City (2)        |
| 13 agosto 2025         |                 |                      |
| Barnsley (3)           | 2 - 2 (5-4 dtr) | Fleetwood Town (4)   |
| Bolton (3)             | 3 - 3 (2-4 dtr) | Sheffield Weds (2)   |
| Huddersfield Town (3)  | 2 - 2 (3-2 dtr) | Leicester City (2)   |
| Birmingham City (2)    | 2 - 1           | Sheffield Utd (2)    |
| 19 agosto 2025         |                 |                      |
| Tranmere (4)           | 1 - 1 (4-5 dtr) | Burton Albion (3)    |

### Southern section
| Squadra 1            | Risultato       | Squadra 2          |
| -------------------- | --------------- | ------------------ |
| 12 agosto 2025       |                 |                    |
| Swansea City (2)     | 3 - 1           | Crawley Town (4)   |
| Newport County (4)   | 0 - 1           | Millwall (2)       |
| Bristol City (2)     | 2 - 0           | MK Dons (4)        |
| Bristol Rovers (4)   | 0 - 2           | Cambridge Utd (4)  |
| Cardiff City (3)     | 2 - 1           | Swindon Town (4)   |
| Charlton (2)         | 3 - 1           | Stevenage (3)      |
| Coventry City (2)    | 1 - 0           | Luton Town (3)     |
| Gillingham (4)       | 1 - 1 (2-4 dtr) | AFC Wimbledon (3)  |
| Leyton Orient (3)    | 0 - 1           | Wycombe (3)        |
| Northampton Town (3) | 0 - 1           | Southampton (2)    |
| Oxford Utd (2)       | 1 - 0           | Colchester Utd (4) |
| Plymouth (3)         | 3 - 2           | QPR (2)            |
| Portsmouth (2)       | 1 - 2           | Reading (3)        |
| Watford (2)          | 1 - 2           | Norwich City (2)   |
| Bromley (4)          | 1 - 1 (5-4 dtr) | Ipswich Town (2)   |
| 13 agosto 2025       |                 |                    |
| Cheltenham Town (4)  | 2 - 0           | Exeter City (3)    |

## Secondo turno
Al secondo turno accedono un totale di 46 squadre: le 11 di Premier League non partecipanti alle coppe europee e le 35 vincitrici del primo turno. Il sorteggio è stato effettuato su base geografica nelle sezioni "nord" e "sud", e si è tenuto il 13 agosto 2025.
Il numero tra parentesi indica il livello del campionato di appartenenza.

### Northern section
| Squadra 1              | Risultato | Squadra 2             |
| ---------------------- | --------- | --------------------- |
| 26 agosto 2025         |           |                       |
| Accrington Stanley (4) | -         | Doncaster (3)         |
| Barnsley (3)           | -         | Rotherham Utd (3)     |
| Birmingham City (2)    | -         | Port Vale (3)         |
| Burnley (1)            | -         | Derby County (2)      |
| Preston N.E. (2)       | -         | Wrexham (2)           |
| Stoke City (2)         | -         | Bradford City (3)     |
| Sunderland (1)         | -         | Huddersfield Town (3) |
| Burton Albion (3)      | -         | Lincoln City (3)      |
| Wigan (3)              | -         | Stockport County (3)  |
| Sheffield Weds (2)     | -         | Leeds Utd (1)         |
| 27 agosto 2025         |           |                       |
| Everton (1)            | -         | Mansfield Town (3)    |
| Grimsby Town (4)       | -         | Manchester Utd (1)    |

### Southern section
| Squadra 1         | Risultato | Squadra 2           |
| ----------------- | --------- | ------------------- |
| 26 agosto 2025    |           |                     |
| Cambridge Utd (4) | -         | Charlton (2)        |
| Wolverhampton (1) | -         | West Ham Utd (1)    |
| Bournemouth (1)   | -         | Brentford (1)       |
| Bromley (4)       | -         | Wycombe (3)         |
| Cardiff City (3)  | -         | Cheltenham Town (4) |
| Millwall (2)      | -         | Coventry City (2)   |
| Norwich City (2)  | -         | Southampton (2)     |
| Reading (3)       | -         | AFC Wimbledon (3)   |
| Swansea City (2)  | -         | Plymouth (3)        |
| 27 agosto 2025    |           |                     |
| Fulham (1)        | -         | Bristol City (2)    |
| Oxford Utd (2)    | -         | Brighton (1)        |